# Стадион имени Вацлава Воровского
Спортивная площадка (стадион) имени Вацлава Воровского — футбольный стадион, главная футбольная арена Москвы до ввода в эксплуатацию стадиона Динамо. Располагался на Большой Калужской улице напротив Нескучного сада. В период Московской футбольной лиги стадион считался лучшим в городе.

## История
Стадион построен в 1910 году как домашняя арена Замоскворецкого клуба спорта. Команда ЗКС изначально базировалась на Кузнецкой улице в Замоскворечье. В 1910 году клуб получает новую площадку на Большой Калужской улице напротив Нескучного сада. 11 апреля 1910 года, после утверждения устава, состоялось официальное открытие. На средства семьи Элисонов на поле уложили дёрн, построили ограждение, скамейки для зрителей, раздевалки для игроков.
В 1924 году стадион принял первый матч сборной СССР по футболу против сборной Турции. Игра, проходившая в присутствии 15 000 зрителей, закончилась со счетом 3:0 в пользу советских спортсменов.
В настоящий момент на месте стадиона располагаются жилые дома.